# Greip (satélite)

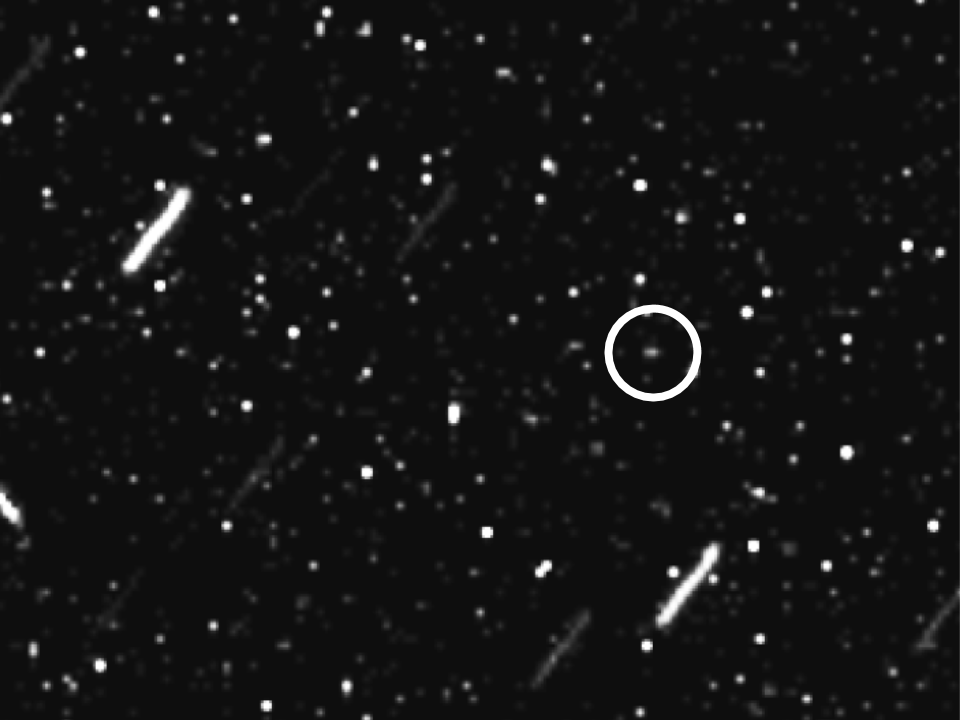
Greip vista pela sonda Cassini.

Greip, também conhecido como Saturno LI, é um satélite natural de Saturno. Sua descoberta foi anunciada por Scott S. Sheppard, David C. Jewitt, Jan Kleyna, e Brian G. Marsden em 26 de junho de 2006, a partir de observações feitas entre 5 de janeiro de 2006 e 1 de maio de 2006. Sua designação provisória foi S/2006 S 4.
S/2006 S 4 tem cerca de 6 km de diâmetro, e orbita Saturno a uma distância média de 18 066 000 km em 906,556 dias, com uma inclinação de 172,7° com a eclíptica (159,2° com o equador de Saturno), em uma direção retrógrada com uma excentricidade de 0,3735.
Foi nomeado a partir de Greip, um gigante da mitologia nórdica.